# Tempelhofer Damm
Tempelhofer Damm, ibland förkortat Te-Damm, före 1949 även kallad Berliner Strasse och Tempelhofer Chaussee, är en gata i Berlin och utgör den nord-sydliga huvudgatan genom stadsdelen Tempelhof i stadsdelsområdet Tempelhof-Schöneberg. Gatan är ursprungligen en del av den gamla landsvägen söderut från Hallesches Tor och löper under namnet Tempelhofer Damm från Platz der Luftbrücke, där Mehringdamm övergår i Tempelhofer Damm, i norr, till Ullsteinstrasse i söder vid  Teltowkanalen, där den övergår i Mariendorfer Damm. 
Tempelhofer Damm är efter hela sin sträckning en del av förbundsvägen Bundesstrasse 96. Tunnelbanelinjen U6 löper också under hela sträckningen.
Vid gatans norra ände vid Platz der Luftbrücke ligger den sedan 2008 nedlagda Berlin-Tempelhofs flygplats, numera parken Tempelhofer Freiheit. Söder om flygplatsen passerar gatan under Berlins ringbana och motorvägen A100 vid stationen Tempelhof och fortsätter därefter genom centrala Tempelhof, där den korsar den historiska bygatan Alt-Tempelhof och passerar stadsdelens rådhus och medeltida kyrka. I södra änden av gatan ligger hamnen Tempelhofer Hafen vid Teltowkanalen och det stora tidigare tryckerihuset Ullsteinhaus.

## Angränsande gator och torg
- Columbiadamm
- Mariendorfer Damm
- Mehringdamm
- Monumentenstrasse
- Platz der Luftbrücke
- Ullsteinstrasse